# Kvæker
Kvækerne eller Vennernes Religiøse Samfund er en kristen bevægelse der opstod i England omkring 1650. Normalt regnes George Fox for hovedstifteren, og Robert Barclay (1648-1690) for den vigtigste teolog i den tidlige bevægelse. På verdensbasis regner man med at der i dag findes omkring 365.000 kvækere.
Kvækerne har altid været kendt og respekteret for deres samfundsmæssige engagement. Her kan det nævnes, at kvækere har deltaget i stiftelse af organisationer som Amnesty International, Greenpeace og Mellemfolkeligt Samvirke.
I 1947 modtog Vennernes Religiøse Samfund Nobels fredspris for arbejdet, de har gjort gennem sine internationale hjælpeorganisationer: Friends Service Council og American Friends Service Committee.
Nogle af de idealer, kvækerne sætter meget højt, er fred, lighed, sandhed og enkelhed.
Historisk har dette bl.a. vist sig gældende i forhold til kvinders rettigheder, i Vennernes Religiøse Samfund har mænd og kvinder altid været ligestillet, i kvækernes tolerante holdning til homoseksuelle, kvækerne var en af de første religiøse bevægelser, der snakkede om seksuel ligeværd, samt i den store krigsmodstand og pacifisme, mange kvækere praktiserer.
Kolonien Pennsylvania i Nordamerika blev i 1681 grundlagt af William Penn, som et fristed for kvækerne.
Navnet "kvækere" stammer fra en retssag mod Fox, hvor denne skal have formanet dommeren om "at skælve (tremble) for Guds ord", hvilket fik en af dommerne til at kalde hans tilhængere for "quakers" ("skælvere").
Selvom samfundet har sit udspring i kristendommen, adskiller det sig på mange måder fra de fleste kristne trossamfund. Der er ingen kirkebygning med alter og prædikestol, der er ingen præster, ingen liturgi og ingen ydre sakramenter. Man fejrer ikke jul, påske eller andre højtider.
For kvækerne er kristendommen ikke bundet til tro på visse dogmer. Kristendommen er en livsholdning bygget på personlig søgen efter og erkendelse af sandheden. Deres kirke har derfor en meget løs struktur, og baserer sig på månedsmødet, som er den grundlæggende enhed i organisationen. På møderne søger man at forene religiøs indsigt og praktiske opgaver, og den fremmeste tillidsvalgte kaldes skriver. Internt fungerer skriveren kun som kontakt ved praktiske opgaver, men fungerer udad som forstander. Der er ingen særskilt lære om, hvad der sker efter døden; nogen mener, der findes et liv bagefter, mens andre ikke tror det.
En dansk frikirke blev oprettet i 1875. Men allerede i 1600-tallet blev der under tilskyndelse af William Penn opført en menighedshus i det sydslesvigske Frederiksstad. Forsamlingshuset i Vesterhavnsgade 14 blev under Stormen på Frederiksstad 1850 destrueret. I Norge blev den første kvækerforsamling stiftet i 1818; på den tid måtte man ikke tilhøre kirkesamfund uden for Den norske kirke.

## Quaker Oats
Morgenmadsproduktfirmaet Quaker Oats har intet med kvækerne at gøre. Firmaet valgte sit navn og logo, fordi kvækerne ansås for ærlige og ordentlige folk – værdier, som firmaet gerne ville forbindes med.